# Donald Kennedy
Donald Kennedy (Nova Iorque, 18 de agosto de 1931 – Redwood City, 21 de abril de 2020) foi um cientista norte-americano, administrador público e acadêmico. Atuou como Comissário da Food and Drug Administration (FDA).
Frequentou a Dublin School até o ensino médio e passou a frequentar a Universidade Harvard, onde recebeu um AB , MS e Ph.D. em Biologia, em 1956. Sua tese de doutorado foi intitulada Estudos sobre o eletrorretinograma do sapo.
De 1956 a 1960, ensinou biologia na Universidade de Syracuse.

## Morte
Teve um derrame em 2015 e mudou-se em 2018 para Gordon Manor, uma casa de repouso em Redwood City, Califórnia. Morreu em 21 de abril de 2020, vítima de COVID-19, durante a pandemia da doença nos Estados Unidos, aos 88 anos.